# Pycreus smithianus
Pycreus smithianus är en halvgräsart som först beskrevs av Henry Nicholas Ridley, och fick sitt nu gällande namn av Charles Baron Clarke. Pycreus smithianus ingår i släktet Pycreus och familjen halvgräs. Inga underarter finns listade i Catalogue of Life.